# 布莱尔·埃文斯
布莱尔·埃文斯（英語：Blair Evans，1991年4月3日—），澳大利亚女子游泳运动员。她曾代表澳大利亚参加2012年和2016年夏季奥林匹克运动会游泳比赛，其中2012年奥运会获得一枚银牌。